# Cowarts
Cowarts é uma cidade  localizada no estado americano do Alabama, no Condado de Houston.

## Demografia
Segundo o censo americano de 2000, a sua população era de 1546 habitantes.
Em 2006, foi estimada uma população de 1604, um aumento de 58 (3.8%).

## Geografia
De acordo com o United States Census Bureau, a localidade tem uma área de 18,7 km², sem área coberta por água.

## Localidades na vizinhança
O diagrama seguinte representa as localidades ao redor de Cowarts. Marcas amarelas indicam localidades com mais de vinte mil habitantes, enquanto marcas pretas indicam localidades com menos de vinte mil habitantes.